# Захисник (фільм, 1998)
Захисник (англ. The Protector) — американський бойовик 1998 року.

## Сюжет
На нього полюють всі — армія командос, жорстокий злочинний володар Санчес, агенти секретної урядової організації. Його перетворили в живу мішень, що чекає виклик за кожним поворотом, в лісі і в місті. У цій битві він на самоті не виживе. І допомога приходить зовсім несподівано від колишньої «правої» руки Санчеса — Коула. У Коула є свої причини для «протекції». Лише на мить, випереджаючи переслідувачів, обходячи пастки ворогів, двоє пробивають собі дорогу.

## У ролях
- Френк Загаріно — Коул
- Маттіас Хьюз — Гюнтер
- Стівен Ніджар — людина без пам'яті
- Джо Коста — кухар
- Ліндсей Коллінз — офіціантка
- Міка Широ — таємний поліцейський
- Річард Палу — агент Кларк
- Джеррі Фіоріні — лейтенант Джек Барнс (в титрах не вказаний)